# Lijst van voetbalinterlands China - Syrië
Deze lijst van voetbalinterlands is een overzicht van alle officiële voetbalwedstrijden tussen de nationale teams van China en Syrië. De landen speelden tot op heden vijftien keer tegen elkaar. De eerste ontmoeting, een vriendschappelijke wedstrijd, werd gespeeld in Beijing op 23 juli 1966.  Het laatste duel, eveneens een vriendschappelijke wedstrijd, vond plaats op 12 september 2023 in Chengdu.

## Wedstrijden
| №  | Plaats    | Datum             | Competitie                 | Wedstrijd     | Uitslag |
| -- | --------- | ----------------- | -------------------------- | ------------- | ------- |
| 1  | Beijing   | 23 juli 1966      | Vriendschappelijk          | China – Syrië | 6 – 0   |
| 2  | Koeweit   | 22 september 1980 | Azië Cup 1980              | Syrië – China | 1 – 0   |
| 3  | Doha      | 4 december 1988   | Azië Cup 1988              | China − Syrië | 3 − 0   |
| 4  | Al Ain    | 9 december 1996   | Azië Cup 1996              | Syrië − China | 0 − 3   |
| 5  | Riffa     | 12 december 2002  | Vriendschappelijk          | China − Syrië | 3 − 1   |
| 6  | Zhongshan | 27 januari 2008   | Vriendschappelijk          | China − Syrië | 2 − 1   |
| 7  | Aleppo    | 14 januari 2009   | Azië Cup 2011 kwalificatie | Syrië − China | 3 − 2   |
| 8  | Hangzhou  | 6 januari 2010    | Azië Cup 2011 kwalificatie | China − Syrië | 0 − 0   |
| 9  | Kunming   | 8 oktober 2010    | Vriendschappelijk          | China − Syrië | 2 − 1   |
| 10 | Xi'an     | 6 oktober 2016    | WK 2018 kwalificatie       | China − Syrië | 0 − 1   |
| 11 | Krubong   | 13 juni 2017      | WK 2018 kwalificatie       | Syrië − China | 2 − 2   |
| 12 | Nanjing   | 16 oktober 2018   | Vriendschappelijk          | China − Syrië | 2 − 0   |
| 13 | Dubai     | 14 november 2019  | WK 2022 kwalificatie       | Syrië − China | 2 − 1   |
| 14 | Sharjah   | 15 juni 2021      | WK 2022 kwalificatie       | China − Syrië | 3 − 1   |
| 15 | Chengdu   | 12 september 2023 | Vriendschappelijk          | China − Syrië | 0 − 1   |

## Samenvatting
| Competitie            | Totaal gespeeld | Winst China | Gelijk | Winst Syrië | Doelsaldo China – Syrië |
| --------------------- | --------------- | ----------- | ------ | ----------- | ----------------------- |
| WK-kwalificatie       | 4               | 1           | 1      | 2           | 6 − 6                   |
| Azië Cup              | 3               | 2           | 0      | 1           | 6 − 1                   |
| Azië Cup-kwalificatie | 2               | 0           | 1      | 1           | 2 − 3                   |
| Vriendschappelijk     | 6               | 5           | 0      | 1           | 15 − 4                  |
| Totaal                | 15              | 8           | 2      | 5           | 29 – 14                 |

Wedstrijden bepaald door strafschoppen worden, in lijn met de FIFA, als een gelijkspel gerekend.

## Details

### Tiende ontmoeting
| WK 2018 kwalificatie (Xi'an, China, 6 oktober 2016): |       |                      |
| China                                                | 0 – 1 | Syrië                |
|                                                      | goals | 54' Mahmoud Al-Mawas |

CFA · A-internationals · Selecties · Bondscoaches · Statistieken · Chinees vrouwenelftal · China U21 · China U20 · China U19 · China U18 · China U17
1948 – 1969 · 
1970 – 1979 · 
1980 – 1989 · 
1990 – 1999 · 
2000 – 2009 · 
2010 – 2019 ·
2020 − 2029
Azië Cup 1976 · 
Azië Cup 1980 · 
Azië Cup 1984 · 
Azië Cup 1988 · 
Azië Cup 1992 · 
Azië Cup 1996 · 
Azië Cup 2000 · 
Azië Cup 2004 · 
Azië Cup 2007 · 
Azië Cup 2011
WK 2002
OS 1988 · 
OS 2008
1948 · 
1949–1951 · 
1952 · 
1953–1955 · 
1956 · 
1957 · 
1958 · 
1959 · 
1960 · 
1961–1962 · 
1963 · 
1964 · 
1965 · 
1966 · 
1967–1970 · 
1971 · 
1972 · 
1973 · 
1974 · 
1975 · 
1976 · 
1977 · 
1978 · 
1979 · 
1980 · 
1981 · 
1982 · 
1983 · 
1984 · 
1985 · 
1986 · 
1987 · 
1988 · 
1989 · 
1990 · 
1991 · 
1992 · 
1993 · 
1994 · 
1995 · 
1996 · 
1997 · 
1998 · 
1999 · 
2000 · 
2001 · 
2002 · 
2003 · 
2004 · 
2005 · 
2006 · 
2007 · 
2008 · 
2009 · 
2010 · 
2011 · 
2012 · 
2013 · 
2014 ·
2015 ·
2016 ·
2017 ·
2018 ·
2019 ·
2020 ·
2021
Afghanistan ·
Albanië ·
Algerije ·
Andorra ·
Argentinië ·
Australië ·
Bahrein ·
Bangladesh ·
Bhutan ·
Bosnië en Herzegovina ·
Botswana ·
Brazilië ·
Brunei ·
Cambodja ·
Canada ·
Chili ·
Colombia ·
Congo-Kinshasa ·
Costa Rica ·
Cuba ·
Duitsland ·
Egypte ·
El Salvador ·
Engeland ·
Estland ·
Fiji ·
Filipijnen ·
Finland ·
Frankrijk ·
Gambia ·
Ghana ·
Groot-Brittannië ·
Guam ·
Guinee ·
Haïti ·
Honduras ·
Hongarije ·
Hongkong ·
Ierland ·
IJsland ·
India ·
Indonesië ·
Irak ·
Iran ·
Italië ·
Jamaica ·
Japan ·
Jemen ·
Joegoslavië ·
Jordanië ·
Kazachstan ·
Kenia ·
Kirgizië ·
Koeweit ·
Kroatië ·
Laos ·
Letland ·
Libanon ·
Liechtenstein ·
Macau ·
Malediven ·
Maleisië ·
Mali ·
Marokko ·
Mexico ·
Myanmar ·
Nederland ·
Nepal ·
Nieuw-Zeeland ·
Noord-Korea ·
Noord-Macedonië ·
Noorwegen ·
Oezbekistan ·
Oman ·
Pakistan ·
Palestina ·
Papoea-Nieuw-Guinea ·
Paraguay ·
Peru ·
Polen ·
Portugal ·
Qatar ·
Roemenië ·
Saoedi-Arabië ·
Senegal ·
Servië ·
Servië en Montenegro ·
Sierra Leone ·
Singapore ·
Slovenië ·
Soedan ·
Somalië ·
Sovjet-Unie ·
Spanje ·
Sri Lanka ·
Syrië ·
Tadzjikistan ·
Tanzania ·
Thailand ·
Trinidad en Tobago ·
Tsjechië ·
Tunesië ·
Turkije ·
Turkmenistan ·
Uruguay ·
Venezuela ·
Verenigde Arabische Emiraten ·
Verenigde Staten ·
Vietnam ·
Wales ·
Zambia ·
Zimbabwe ·
Zuid-Korea ·
Zweden ·
Zwitserland
Brazilië (2002) · 
Costa Rica (2002)
SFA · A-internationals · Syrisch vrouwenelftal
1940 - 1949 · 
1950 - 1959 · 
1960 - 1969 · 
1970 - 1979 · 
1980 - 1989 · 
1990 - 1999 · 
2000 – 2009 · 
2010 – 2019 ·
2020 − 2029
Afghanistan ·
Algerije ·
Australië ·
Bahrein ·
Bangladesh ·
Cambodja ·
China ·
Cyprus ·
Egypte ·
Filipijnen ·
Griekenland ·
Guam ·
Haïti ·
Hongkong ·
India ·
Indonesië ·
Irak ·
Iran ·
Japan ·
Jemen ·
Jordanië ·
Kazachstan ·
Kirgizië ·
Koeweit ·
Laos ·
Libanon ·
Libië ·
Malediven ·
Maleisië ·
Marokko ·
Mauritanië ·
Mauritius ·
Myanmar ·
Nepal ·
Noord-Korea ·
Oezbekistan ·
Oman ·
Pakistan ·
Palestina ·
Qatar ·
Rusland ·
San Marino ·
Saoedi-Arabië ·
Singapore ·
Soedan ·
Sovjet-Unie ·
Sri Lanka ·
Tadzjikistan ·
Taiwan ·
Thailand ·
Tunesië ·
Turkije ·
Turkmenistan ·
Venezuela ·
Verenigde Arabische Emiraten ·
Vietnam ·
Wit-Rusland ·
Zuid-Jemen ·
Zuid-Korea ·
Zweden